# Nube de palabras

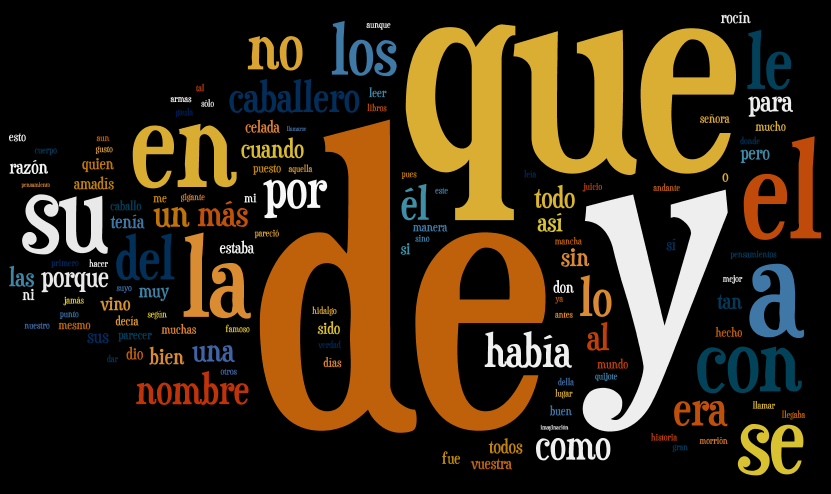
Nube de etiquetas del primer capítulo de Don Quijote de la Mancha.

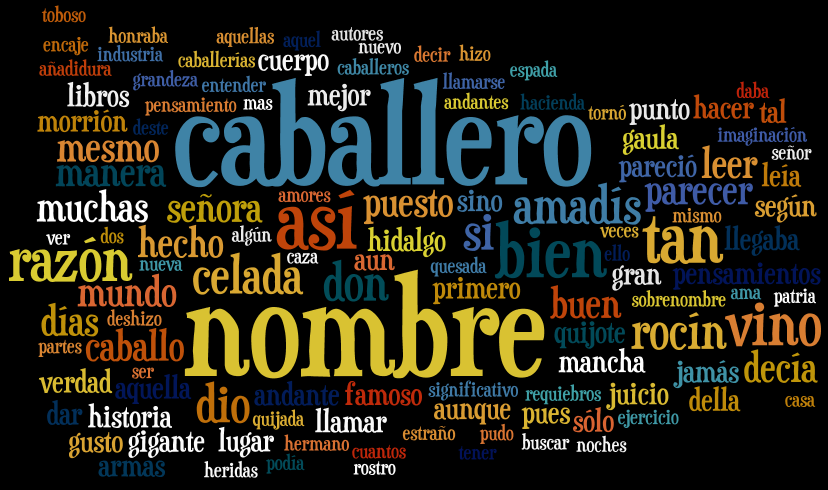
Nube de etiquetas para el mismo texto, filtrando las palabras comunes.

Una nube de palabras o nube de etiquetas es una representación visual de las palabras que conforman un texto, en donde el tamaño es mayor para las palabras que aparecen con más frecuencia.
Uno de sus usos principales es la visualización de las etiquetas de un sitio web, de modo que los temas más frecuentes en el sitio se muestren con mayor prominencia. Las etiquetas son palabras clave que suelen estar ordenadas alfabéticamente o, en ocasiones, agrupadas semánticamente. La importancia de una etiqueta se muestra con el tamaño de la fuente y/o color.
A pesar de ser usadas principalmente en la web, en el contexto educativo van ganando terreno ya que son muy útiles para visualizar las palabras clave del contenido a trabajar o para visualizar las ideas principales de un tema. Trabajar con ellas estimula las inteligencias lingüística y visual a la vez que desarrolla la capacidad de síntesis.